# Блињски Кут
Блињски Кут је насељено место у саставу града Сиска, Република Хрватска.

## Историја

### Други свјетски рат
У Блињском Куту, срез Петриња, "тројица усташа пошто су извршила насиље (блуд) над Олгом, женом Перице Кепчије, нагонили су њеног дванеаестогодишњег синчића, да врши обљубу са својом мајком", а затим је "нагу водили по комшилуку"
У Петрињском срезу из села Мале Градусе покренуто је 36, а из села Блињски Кут 80 породица. На њихова имања насељени су Хрвати из Загорја.

### Рат у Хрватској
За вријеме рата у Хрватској (1991–1995) Блињски Кут се налазио на самој линији раздвајања између сукобљених страна.

## Становништво
На попису становништва 2011. године, Блињски Кут је имао 277 становника. Константан пад у броју становника је последица ратних дејстава 1990-их али и небриге локалних власти за ово мјесто.

## Попис 1991.
На попису становништва 1991. године, насељено место Блињски Кут је имало 505 становника, следећег националног састава:
| Попис 1991.‍  | Попис 1991.‍  | Попис 1991.‍ | Попис 1991.‍ | Попис 1991.‍ |
| ------------ | ------------ | ----------- | ----------- | ----------- |
|              |              |             |             |             |
| Срби         | Срби         |             | 259         | 51,28%      |
| Хрвати       | Хрвати       |             | 193         | 38,21%      |
| Југословени  | Југословени  |             | 37          | 7,32%       |
| неопредељени | неопредељени |             | 5           | 0,99%       |
| непознато    | непознато    |             | 11          | 2,17%       |
| укупно: 505  |              |             |             |             |